# Ratchet & Clank: All 4 One
Ratchet & Clank: All 4 One é um jogo de plataforma e aventura, desenvolvido pela Insomniac Games e publicado pela Sony Computer Entertainment exclusivamente para o PlayStation 3 que foi lançado em 20 de outubro 2011 no Japão. É o décimo jogo da série Ratchet & Clank. Ao contrário dos jogos anteriores para o PlayStation 3 da franquia, o jogo não faz parte da trilogia Future e seus acontecimentos ocorrem após A Crack in Time. Ela foi anunciada pelo diretor executivo da Insomniac Games, Ted Price, durante a conferência de imprensa da Sony na Gamescom 2010.

## Enredo
O jogo tem lugar depois dos acontecimentos de Ratchet & Clank: A Crack in Time. O jogo começa quando o Dr. Nefarious, o principal antagonista do jogo, tem um plano diabólico para destruir Ratchet & Clank de uma vez por todas, até que o plano dele acaba dando errado, fazendo com que Ratchet e Clank se percam, e Qwark e Nefarious juntamente caiam em uma armadilha de uma máquina misteriosa conhecida apenas como Creature Collector. Agora, eles são forçados a trabalhar juntos e cooperar a fim de escapar da máquina, e voltar para casa.

## Desenvolvimento
O jogo foi anunciado pela primeira vez durante a conferência de imprensa da Sony na Gamescom 2010. Os rumores sobre o jogo começaram pela primeira vez em 6 de agosto de 2010, quando David Kaye, dublador da série, revelou que ele tinha sido contratado pela Insomniac Games para fazer mais uma dublagem para mais um jogo da série Ratchet & Clank.